# David Reivers

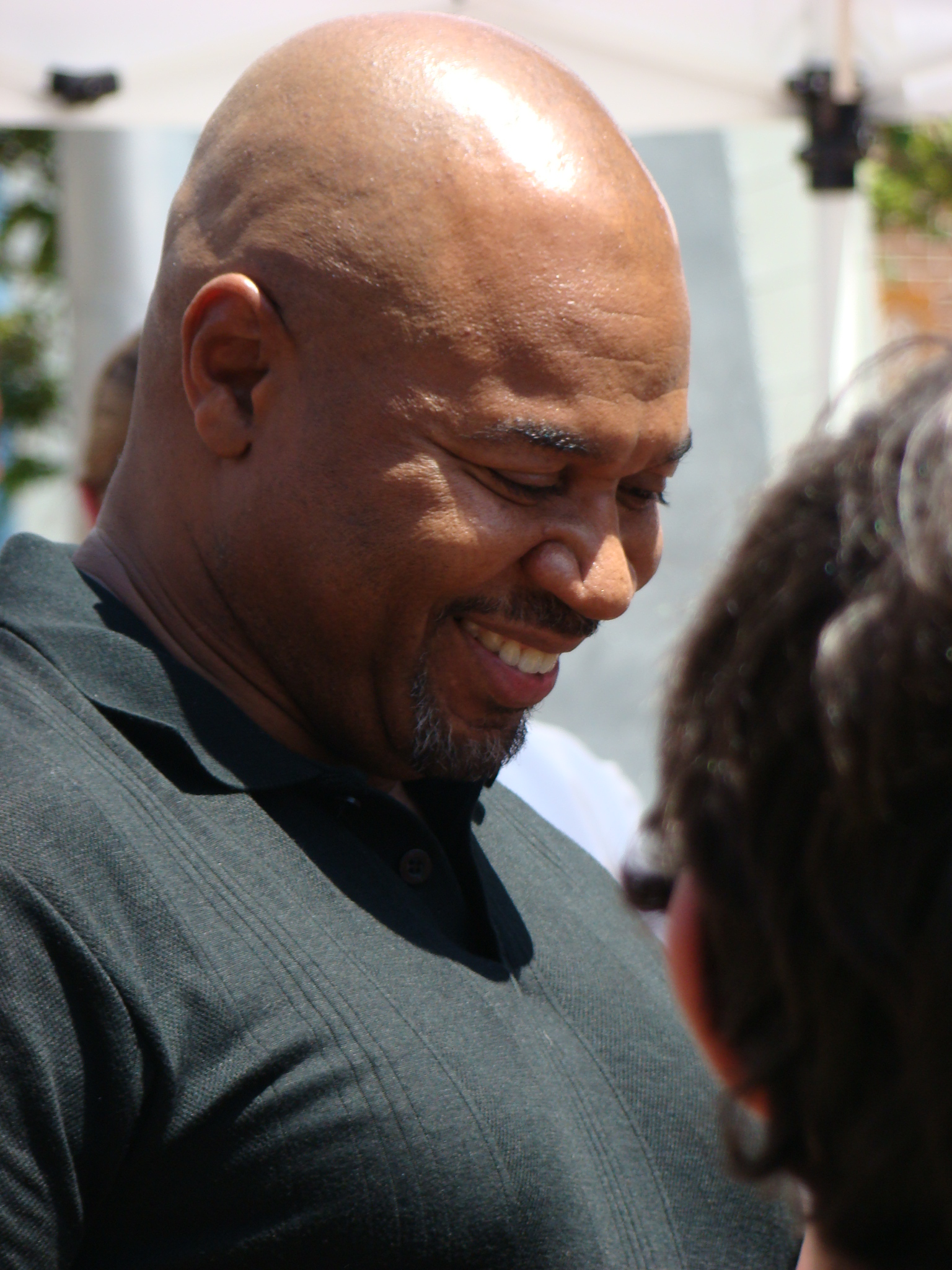
David Reivers (2007)

David Reivers (* 21. November 1958 in Kingston, Jamaika) ist ein US-amerikanischer Schauspieler. 

## Leben
Bekannt wurde David Reivers vor allem durch die Darstellung von vielen verschiedenen Rollen in Fernsehserien. So hatte er beispielsweise Gastauftritte in Serien wie Roswell, Felicity und Ally McBeal. In Charmed – Zauberhafte Hexen übernahm er in der fünften Staffel die Rolle von Paiges' Chef Bob Cowan.
In New York lernte der 1,83 Zentimeter große Schauspieler Reivers seine Frau kennen, die dort ihren Highschool-Abschluss machte. Mit ihr hat er einen Sohn, Corbin Bleu, der schon früh seinem Vater nacheiferte und heute Schauspieler ist. In den Filmen Jump In! und High School Musical 3: Senior Year (beide 2008) trat Reivers jeweils als Filmvater von Cordin Bleus Figur auf. 1996 zog die Familie nach Los Angeles, wo für David und auch seinen Sohn der Durchbruch kam.

## Filmographie (Auswahl)
- 1989: Forbidden Fruit
- 1992: Malcolm X
- 1999: Hör mal, wer da hämmert (Home Improvement; Fernsehserie, Folge Trouble-a-Bruin)
- 1999: Das dreizehnte Jahr (The Thirteenth Year, Fernsehfilm)
- 2001: Ein Hauch von Himmel (Touched By An Angel; Fernsehserie, Folge Mi Familia)
- 2001–2002: Charmed – Zauberhafte Hexen (Charmed; Fernsehserie, 8 Folgen)
- 2002: Teuflische Begegnung (Malevolent)
- 2002: Apple Valley Knights (Fernsehserie, Pilotfolge)
- 2002: The Guardian – Retter mit Herz (The Guardian; Fernsehserie, Folge The Divide)
- 2003: 24 (Fernsehserie, Folge Day 3: 2:00 p.m.-3:00 p.m.)
- 2003: Down the Barrel
- 2004: After the Sunset
- 2004: Lucky (nur Stimme)
- 2004: JAG – Im Auftrag der Ehre (JAG; Fernsehserie, Folge Corporate Raiders)
- 2005: Drake & Josh (Fernsehserie, Folge The Drake & Josh Inn)
- 2005: Gilmore Girls (Fernsehserie, Folge A House Is Not a Home)
- 2006: Poseidon
- 2007: Jump In! (Fernsehfilm)
- 2008: High School Musical 3: Senior Year
- 2008: Free Style
- 2010: Desperate Housewives (Fernsehserie, Folge The Ballad of Booth)
- 2010: Liebe, oder lieber doch nicht (Love & Distrust)
- 2012: Scary or Die
- 2014: Perception (Fernsehserie, Folge Brother Hood)
- 2015: Der Kreis (Circle)
- 2015: Melissa & Joey (Fernsehserie, Folge You Say You Want an Ovulation)
- 2016: The Fosters (Fernsehserie, 2 Folgen)
- 2021: The Rookie (Fernsehserie, Folge Amber)